# Franny Firth
Francis Martin "Franny" Firth (27 tháng 5 năm 1956 – 21 tháng 5 năm 2018) là một cầu thủ bóng đá người Anh thi đấu ở vị trí tiền vệ chạy cánh cho Huddersfield Town, Halifax Town và Bury ở Football League và cho Witton Albion ở bóng đá non-league.